# ルー・ゲーリッグ・スポーツ賞
ルー・ゲーリッグ・スポーツ賞（ルー・ゲーリッグ・スポーツしょう、Lou Gehrig Sports Awards）は、元メジャーリーガーのルー・ゲーリッグが罹患したことで知られ、別名ルー・ゲーリッグ病とも呼ばれる難病ALS（筋萎縮性側索硬化症）の協会が主催している賞である。毎年ニューヨーク市のホテル(マリオット・マーキス)で、特別ゲストを招いてチャリティ夕食会が開かれる。
2016年時点で22回ほど開かれ、過去に特別ゲストとしてデレク・ジーターが参加、ヨギ・ベラ、ホルヘ・ポサダ、ポール・オニール、マリアノ・リベラ、ジョー・トーリ、デビッド・ライト、テリー・コリンズ、マット・ハービー、イチローなどが表彰を受けている。ルー・ゲーリッグ賞との混同に注意されたい。